# Gnaeus Mallius Maximus
Gnaeus Mallius Maximus war ein Politiker der späten römischen Republik.
Er war Konsul im Jahre 105 v. Chr. Im selben Jahr fand die Schlacht von Arausio gegen die Kimbern und Teutonen statt, eine der schwersten Niederlagen in der Geschichte des römischen Reiches. Der Grund hierfür lag teilweise darin, dass der Feldherr Quintus Servilius Caepio, dem das Gros an Legionen unterstellt war, wegen der Geringschätzung für den homo novus die Zusammenarbeit verweigerte. Gnaeus Mallius Maximus, der seine beiden Söhne während der Schlacht verloren hatte, musste später (103 v. Chr.) vor Gericht zur Schlacht aussagen.
| Personendaten    | Personendaten                         |
| ---------------- | ------------------------------------- |
| NAME             | Mallius Maximus, Gnaeus               |
| ALTERNATIVNAMEN  | Maximus, Gnaeus Mallius               |
| KURZBESCHREIBUNG | römischer Senator, Konsul 105 v. Chr. |
| GEBURTSDATUM     | 2. Jahrhundert v. Chr.                |
| STERBEDATUM      | nach 103 v. Chr.                      |